# پند بالا
پند بالا (به انگلیسی: Pindbala) یک روستا در پاکستان است که در پنجاب واقع شده‌است. پند بالا ۵ کیلومتر مربع مساحت و ۱٬۰۰۰ نفر جمعیت دارد.